# فوکر اس-۱۳
فوکر اس-۱۳ (به انگلیسی: Fokker S-13) یک هواپیمای ساختِ فوکر است.